# رائول لئونی
رائول لِئونی اُتِرو (اسپانیایی: Raúl Leoni Otero‎؛ ۲۶ آوریل ۱۹۰۵ – ۵ ژوئیهٔ ۱۹۷۲) بین سال‌های ۱۹۶۴ تا ۱۹۶۹ رئیس‌جمهور ونزوئلا بود.